# Chalo-Saint-Mars
Chalo-Saint-Mars és un municipi francès, situat al departament de l'Essonne i a la regió de Illa de França. L'any 2007 tenia 1.137 habitants.
Forma part del cantó d'Étampes, del districte d'Étampes i de la Comunitat d'aglomeració de l'Étampois Sud-Essonne.

## Demografia

### Població
El 2007 la població de fet de Chalo-Saint-Mars era de 1.137 persones. Hi havia 424 famílies, de les quals 76 eren unipersonals (36 homes vivint sols i 40 dones vivint soles), 148 parelles sense fills, 164 parelles amb fills i 36 famílies monoparentals amb fills.
La població ha evolucionat segons el següent gràfic:
Habitants censats

### Habitatges
El 2007 hi havia 534 habitatges, 437 eren l'habitatge principal de la família, 67 eren segones residències i 30 estaven desocupats. 483 eren cases i 48 eren apartaments. Dels 437 habitatges principals, 366 estaven ocupats pels seus propietaris, 56 estaven llogats i ocupats pels llogaters i 15 estaven cedits a títol gratuït; 4 tenien una cambra, 32 en tenien dues, 49 en tenien tres, 106 en tenien quatre i 246 en tenien cinc o més. 332 habitatges disposaven pel capbaix d'una plaça de pàrquing. A 167 habitatges hi havia un automòbil i a 241 n'hi havia dos o més.

### Piràmide de població
La piràmide de població per edats i sexe el 2009 era:
| Homes | Edats   | Dones |
| ----- | ------- | ----- |
| 0     | 95 o +  | 4     |
| 4     | 90 a 94 | 0     |
| 4     | 85 a 89 | 20    |
| 8     | 80 a 84 | 8     |
| 16    | 75 a 79 | 20    |
| 16    | 70 a 74 | 20    |
| 16    | 65 a 69 | 32    |
| 28    | 60 a 64 | 12    |
| 40    | 55 a 59 | 32    |
| 60    | 50 a 54 | 44    |
| 40    | 45 a 49 | 32    |
| 32    | 40 a 44 | 32    |
| 52    | 35 a 39 | 68    |
| 44    | 30 a 34 | 40    |
| 32    | 25 a 29 | 24    |
| 12    | 20 a 24 | 16    |
| 32    | 15 a 19 | 36    |
| 48    | 10 a 14 | 28    |
| 56    | 5 a 9   | 48    |
| 28    | 0 a 4   | 16    |

## Economia
El 2007 la població en edat de treballar era de 751 persones, 545 eren actives i 206 eren inactives. De les 545 persones actives 514 estaven ocupades (269 homes i 245 dones) i 31 estaven aturades (14 homes i 17 dones). De les 206 persones inactives 74 estaven jubilades, 81 estaven estudiant i 51 estaven classificades com a «altres inactius».

### Ingressos
El 2009 a Chalo-Saint-Mars hi havia 451 unitats fiscals que integraven 1.198,5 persones, la mediana anual d'ingressos fiscals per persona era de 23.768 €.

### Activitats econòmiques
Dels 49 establiments que hi havia el 2007, 3 eren d'empreses extractives, 1 d'una empresa alimentària, 9 d'empreses de construcció, 9 d'empreses de comerç i reparació d'automòbils, 2 d'empreses de transport, 1 d'una empresa d'hostatgeria i restauració, 2 d'empreses d'informació i comunicació, 4 d'empreses immobiliàries, 11 d'empreses de serveis, 3 d'entitats de l'administració pública i 4 d'empreses classificades com a «altres activitats de serveis».
Dels 11 establiments de servei als particulars que hi havia el 2009, 2 eren tallers de reparació d'automòbils i de material agrícola, 1 paleta, 1 fusteria, 2 lampisteries, 1 electricista, 1 empresa de construcció, 1 perruqueria, 1 veterinari i 1 agència immobiliària.
Dels 2 establiments comercials que hi havia el 2009, 1 era una botiga de menys de 120 m² i 1 una fleca.
L'any 2000 a Chalo-Saint-Mars hi havia 16 explotacions agrícoles que ocupaven un total de 1.452 hectàrees.

## Equipaments sanitaris i escolars
El 2009 hi havia 1 escola maternal integrada dins d'un grup escolar amb les comunes properes formant una escola dispersa i 1 escola elemental integrada dins d'un grup escolar amb les comunes properes formant una escola dispersa.

## Poblacions més properes
El següent diagrama mostra les poblacions més properes.